# Obstrucción de la arteria central de la retina
La obstrucción de la arteria central de la retina es una enfermedad ocular grave causada por el cierre al flujo sanguíneo de esta arteria. El síntoma principal es una pérdida de visión de inicio brusco en el ojo afectado.[cita requerida]

## Sinónimos
- Oclusión de la arteria central de la retina.
- Embolia de la arteria central de la retina.

## Explicación
La arteria central de la retina es el principal vaso sanguíneo que transporta oxígeno al interior del ojo. Si este vaso se obstruye por alguna circunstancia, la retina que es la parte del ojo sensible a la luz, queda sin suministro de oxígeno lo que afecta gravemente a su funcionamiento y se produce una pérdida de visión completa, unilateral e indolora.

## Causas
Las causas pueden ser múltiples, pero lo más frecuente es que se presente en personas de más de 50 años que presentan arterioesclerosis, hipertensión arterial o una enfermedad cardiaca que predisponga a la producción de embolias. Cuando se origina un émbolo en el corazón este circula por el torrente sanguíneo y puede llegar a obstruir una arteria.
Las enfermedades cardiacas que más frecuentemente producen émbolos son las alteraciones de las válvulas del corazón, las arritmias, la endocarditis y los tumores cardiacos como el mixoma auricular.
Cuando la oclusión de la arteria central de la retina afecta a personas jóvenes, pueden estar implicados otros factores, como un trastorno en la coagulación de la sangre o la existencia de un traumatismo previo.